# Bikomi Nilulat
Bikomi Nilulat ist ein indonesischer Distrikt (Kecamatan) im Westen der Insel Timor.

## Geographie
| „Dorf“ (Desa) | Verwaltungssitz | Fläche   | Einwohner | Bevölkerungs- dichte |
| ------------- | --------------- | -------- | --------- | -------------------- |
| Nilulat       | Nilulat         | 11,0 km² | 579       | 52,6                 |
| Tubu          | Tubu            | 10,0 km² | 542       | 54,2                 |
| Haumeni’Ana   | Haumeni’Ana     | 11,0 km² | 1.028     | 93,5                 |
| Sunkaen       | Sunkaen         | 9,0 km²  | 432       | 48,0                 |
| Nainaban      | Nainaban        | 25,0 km² | 755       | 30,2                 |
| Inbate        | Inbate          | 16,0 km² | 1.187     | 74,2                 |

Der Distrikt befindet sich im Westen des Regierungsbezirks Nordzentraltimor (Timor Tengah Utara) der Provinz Ost-Nusa-Tenggara (Nusa Tenggara Timur). Bikomi Nilulat teilt sich in zwei nicht zusammenhängende Territorien. Dazwischen liegt der Distrikt Musi. Östlich befindet sich der Distrikt Zentralbikomi (Bikomi Tengah) und südlich Südmiomaffo (Miomaffo Selatan). Im Osten grenzt Bikomi Nilulat an die zum Staat Osttimor gehörende Exklave Oe-Cusse Ambeno.
Bikomi Nilulat hat eine Fläche von 82 km² und teilt sich in die sechs Desa. Sunkaen, Nainaban und Inbate liegen im nördlichen Territorium,  Nilulat, Tubu und Haumeni’Ana im südlichen. Der Verwaltungssitz befindet sich in Sunkaen.  Nilulat liegt auf einer Meereshöhe von 1012 m, während Nainaban bei nur 542 m über dem Meer liegt. Das Klima teilt sich, wie sonst auch auf Timor, in eine Regen- und eine Trockenzeit.

## Flora
Im Distrikt finden sich Vorkommen von Bambus, Kokospalmen, Teak, Mahagoni und Pekannuss.

## Einwohner
2017 lebten in Bikomi Nilulat 4.532 Einwohner. 2.239 sind Männer, 2.284 Frauen. Die Bevölkerungsdichte liegt bei 55,2 Personen pro Quadratkilometer. 4.331 Personen bekennen sich zum katholischen Glauben und 192 sind Protestanten. Im Distrikt gibt es sieben katholische Kapellen und drei protestantische Kirchen.

## Geschichte
Soldaten der Streitkräfte Indonesiens und 200 pro-indonesische Milizionäre der Sakunar (Skorpion) ermordeten während der Operation Donner zwischen dem 7. und 9. September 1999 in den osttimoresischen Dörfern Tumin, Quiubiselo, Nonquican (alle Suco Bobometo) und Nibin (Usitaqueno) 17 Personen mit Macheten und Schusswaffen. Häuser wurden niedergebrannt und die Überlebenden auf die indonesische Seite der Grenze deportiert. In Inbate angekommen, wurden 55 junge Männer durch Soldaten, Polizisten und Milizionären von den anderen getrennt, gefesselt und geschlagen. Am Morgen des 10. Septembers wurden sie zu Fuß in das osttimoresische Passabe getrieben und 47 dort erschossen und erstochen. Acht Männer konnten entkommen.

## Wirtschaft, Infrastruktur und Verkehr
Die meisten Einwohner des Distrikts leben von der Landwirtschaft. Als Haustiere werden Rinder (2.668), Büffel (2), Schweine (1.686), Ziegen (136) und Hühner (6.434) gehalten. Auf 263 Hektar wird Mais angebaut, auf 303 Hektar Reis, auf 37 Hektar Maniok, auf acht Hektar Süßkartoffeln und auf acht  Hektar Erdnüsse. Weitere landwirtschaftliche Produkte sind Chili, Tomaten, Auberginen und Gurken.
In Bikomi Nilulat gibt es sieben Grundschulen, zwei Mittelschulen und eine weiterführende Schule.
Der öffentliche Verkehr wird betrieben durch acht Kleinbusse, fünf Pick-ups, einem Bus, 98 Motorrädern und einem anderen Fahrzeug.